# Joseph Dunninger
Joseph Dunninger (* 28. April 1892 in New York City; † 9. März 1975) war ein US-amerikanischer Zauberkünstler und Mentalist.

## Zauberkünstler
Joseph Dunninger erlernte bereits im frühen Kindesalter die Zauberkunst und war im Alter von 16 Jahren so erfolgreich, dass er selbst Houdini und Howard Thurston täuschte. Er reiste in den folgenden Jahren mit einer aufwändigen Bühnenshow und positionierte sich wie Houdini als Kritiker und Enthüller von Spiritisten, die vorgaben, Geister beschwören zu können. Er sprach einen künstlichen Akzent und nannte sich schließlich nur noch "Dunninger" (ohne Vornamen).

## Mentalist
Zu Dunningers Spezialitäten gehörte das überzeugende Vortäuschen telepathischer Fähigkeiten. Da speziell diese Darbietungen nachgefragt wurden, distanzierte sich Dunninger von konventioneller Zauberkunst und inszenierte sich mehr oder weniger ernsthaft als Gedankenleser. Er gilt als der erste, der für seine Kunst das Wort "Mentalist" verwendete. Für die Irreführung der Öffentlichkeit wurde er in den 50er Jahren von Kollegen angefeindet, bis er sich wieder zur Zauberkunst bekannte. Jedoch ließ er es dennoch bei seinen Darbietungen offen, ob diese echte paranormale Fähigkeiten darstellten.

## Radio- und Fernsehpionier
Bereits 1923 machte Dunninger als Mentalist im Radio Schlagzeilen, indem er vorgab, über Radiowellen einen Menschen zu hypnotisieren. 1943 bekam er eine regelmäßige und landesweit übertragene Radioshow, in welcher er vor einer Jury aus Prominenten seine übersinnlichen Fähigkeiten demonstrierte. Einer Umfrage zufolge soll seine Stimme bekannter als die des Präsidenten gewesen sein. 1948 trat er im Fernsehen als Co-Moderator der regelmäßigen "The Bigelow-Show" auf. 1955 verlegte er das Konzept seiner Radio-Mentalshow ins Fernsehen und präsentierte wöchentlich mit großem Erfolg "The Dunninger"-Show, der 1956 und 1957 jeweils ein Special folgte. Er gilt als einer der bekanntesten amerikanischen Zauberkünstler seiner Zeit.

## Sonstiges
Dunningers Persönlichkeit wurde von seinem Freund und Ghostwriter Walter Brown Gibson als Vorbild für die Person des populären Romanhelden The Shadow verwendet, der ebenfalls über mentale Kräfte verfügte. Neben zahlreichen Büchern über Geisterbeschwörer, Zauberkunst und Mentalmagie veröffentlichte Dunninger 1964 das Standardwerk Dunninger's Complete Encyclopedia of Magic. Dunninger machte mit seinen Shows ein beträchtliches Vermögen, das er u. a. in den Aufbau einer der bedeutendsten Sammlungen tibetanischer Kunst investierte. Zudem beherbergte er einen Teil der legendären Houdini-Sammlung, den er einem Museum vermachte. Der spätere Begründer der Skeptikerbewegung James Randi sah Dunninger im Alter von 15 Jahren und gehörte später zu den engsten Freunden des streitbaren Mentalisten, dessen ursprünglich aufklärerische Rolle Randi adaptierte.
| Personendaten    | Personendaten                                  |
| ---------------- | ---------------------------------------------- |
| NAME             | Dunninger, Joseph                              |
| KURZBESCHREIBUNG | US-amerikanischer Zauberkünstler und Mentalist |
| GEBURTSDATUM     | 28. April 1892                                 |
| GEBURTSORT       | New York City                                  |
| STERBEDATUM      | 9. März 1975                                   |